# 大野正道
大野 正道（おおの まさみち、1949年 - ）は、日本の法学者。筑波大学名誉教授。法学博士。

## 来歴
富山県生まれ。東京大学法学部卒業。同大学大学院法学政治学研究科博士課程単位取得満期退学。
1989年、富山大学教授。1995年、筑波大学教授。2001年、筑波大学大学院ビジネス科学研究科企業法学専攻教授。2008年「企業承継法の研究」で筑波大学法学博士。2013年定年退任、名誉教授。